# MOON (REVのアルバム)
MOON（ムーン）はREVの2作目のアルバム。

## 内容
「君と秋風」「にじんだ瞳」は出口雅之が単独で編曲を手がけた作品。「Freedom」は、ユーロビート風に、「もう傷ついてもいい」「幾千もの情熱」はホーンにおける、オーケストラヒットを使用した楽曲になっている。

## 収録曲
（全作詞・作曲：出口雅之／編曲：葉山たけし（特記以外））
1. Break Down
2. もう傷ついてもいい
3. 君と秋風
  - 編曲：出口雅之
4. Freedom
5. MOON
6. SMILE
7. 風を蹴って
8. Desire
9. 幾千もの情熱
10. にじんだ瞳
  - 編曲：出口雅之

## 参加ミュージシャン
- 出口雅之 - ボーカル、ギター
  - 葉山たけし - ギター、ベース、シンセサイザー
  - 生沢佑一（TWINZER） - コーラス
  - 池田大介 - マニピュレーター
  - 鈴木康志 - コーラス、アコースティックギター、ディレクター